# Bleachers
Bleachers é um projeto musical de indie pop do artista estadunidense iniciado em 2014 por Jack Antonoff, integrante de bandas como Steel Train e Fun. A música produzida pelo projeto é altamente influenciada pelas canções dos anos 1980s, assim como os filmes sobre colegiais de John Hughes, que serviu de inspiração para o nome do projeto.
A primeira canção de trabalho da banda, "I Wanna Get Better", foi lançada em 18 de fevereiro de 2014, chegando a receber posteriormente uma regravação com os vocais da cantora Tinashe.

## Discografia

### Álbuns de estúdio
| Título                   | Detalhes do álbum                    | Melhores posições nas paradas | Melhores posições nas paradas | Melhores posições nas paradas | Melhores posições nas paradas |
| Título                   | Detalhes do álbum                    | EUA                           | EUA Alt.                      | EUA Rock                      | CAN                           |
| ------------------------ | ------------------------------------ | ----------------------------- | ----------------------------- | ----------------------------- | ----------------------------- |
| Strange Desire           | - Formatos: CD, LP, download digital | 11                            | 2                             | 2                             | 19                            |
| Terrible Thrills, Vol. 2 | - Formatos: CD, download digital     | —                             | —                             | —                             | —                             |

### Singles
| Canção                                                                  | Ano  | Melhores posições nas paradas | Melhores posições nas paradas | Melhores posições nas paradas | Melhores posições nas paradas | Melhores posições nas paradas | Melhores posições nas paradas | Certificados | Álbum            |
| Canção                                                                  | Ano  | EUA                           | US Alt.                       | US Rock                       | BÉL (FL)                      | CAN Rock                      | MÉX Air.                      | Certificados | Álbum            |
| ----------------------------------------------------------------------- | ---- | ----------------------------- | ----------------------------- | ----------------------------- | ----------------------------- | ----------------------------- | ----------------------------- | ------------ | ---------------- |
| "I Wanna Get Better"                                                    | 2014 | 101                           | 1                             | 10                            | 52                            | 21                            | 49                            | - EUA: Ouro  | Strange Desire   |
| "Shadow"                                                                | 2014 | —                             | —                             | —                             | —                             | —                             | —                             |              | Strange Desire   |
| "Rollercoaster"                                                         | 2014 | —                             | 3                             | 19                            | —                             | 27                            | 47                            |              | Strange Desire   |
| "Like a River Runs"                                                     | 2014 | —                             | —                             | —                             | —                             | —                             | —                             |              | Strange Desire   |
| "Entropy" (com Grimes)                                                  | 2015 | —                             | —                             | —                             | —                             | —                             | —                             |              | Canção sem álbum |
| "—" indica canção que não entrou nas paradas de determinado território. |      |                               |                               |                               |                               |                               |                               |              |                  |